# Steve Earle
Stephen Fain "Steve" Earle, född 17 januari 1955 i Hampton, Virginia, är en amerikansk singer/songwriter, skivproducent, författare och skådespelare, som spelar blues, country och rock med stor variation. Han spelar en mängd instrument, såsom gitarr, munspel, mandolin och banjo.
Earle är uppväxt i San Antonio, Texas och i Houston, men flyttade som 19-åring till Nashville, Tennessee, primärt för att arbeta med olika saker, men även för att utveckla sin musikalitet. Där träffade han också sin stora förebild, Townes Van Zandt. Hans musikaliska stilar och influenser är mångfasetterade, såsom countryrock, Texas country, folk, americana, Heartland rock, altcountry och roots rock. Han slog igenom med albumet Guitar Town 1986, tillsammans med kompbandet The Dukes. Emellertid utgav han sin första skiva i eget namn redan 1983, en singel, "Nothin' But You". Efter att i många år kämpat med ett tungt narkotikamissbruk har Steve Earle släppt flera kritikerrosade plattor, bland andra El Corazón (1997) och Transcendental Blues (2000). Albumet The Low Highway, gavs ut den 16 april 2013.
Han har också skrivit sånger till andra artister, som Johnny Cash, Emmylou Harris, Waylon Jennings, Willie Nelson, Levon Helm, The Highwaymen, Travis Tritt, Patty Loveless, Bob Seger och Percy Sledge med flera. Som skådespelare har han medverkat i en rad filmer och tv-serier, däribland serierna The Wire och Treme, och hans musik ingår i en stor mängd film- och tv-produktioner.
Earle är känd för sin politiska aktivism, såsom motstånd mot Vietnamkriget och på senare år Irakkriget. Han har varit gift sju gånger. 2005 blev han gift med Allison Moorer. Paret separerade 2014. Han är far till sångaren Justin Townes Earle (1982–2020).

## Diskografi
Album
- 1986 – Guitar Town
- 1987 – Exit 0
- 1988 – Copperhead Road
- 1990 – The Hard Way
- 1991 – Shut Up and Die Like an Aviator
- 1992 – BBC Radio 1 Live in Concert
- 1993 – This Highway's Mine
- 1995 – Train a Comin'
- 1996 – I Feel Alright
- 1997 – El Corazón
- 1999 – The Mountain
- 2000 – Transcendental Blues
- 2001 – Together at the Bluebird Cafe
- 2002 – Jerusalem
- 2003 – Just an American Boy
- 2004 – The Revolution Starts...Now
- 2004 – Live From Austin TX
- 2006 – Live at Montreux 2005
- 2007 – Washington Square Serenade
- 2009 – Townes
- 2011 – I'll Never Get Out of This World Alive
- 2013 – The Low Highway
- 2015 – Terraplane
- 2017 – So You Wannabe an Outlaw
- 2019 – Guy
- 2020 – Ghosts of West Virginia
- 2021 – J.T.

Singlar (topp 50 på Billboard Hot Country Songs)
- 1986 – "Hillbilly Highway" (#37)
- 1986 – "Guitar Town" (#7)
- 1986 – "Someday" (#28)
- 1987 – "Goodbye's All We've Got Left" (#8)
- 1987 – "Nowhere Road" (#20)
- 1987 – "Sweet Little '66" (#37)
- 1988 – "Six Days on the Road" (#29)
- 1990 – "The Other Kind" (#37)

## Filmografi (urval)
- 1981 – Heartworn Highways
- 2002–2008 – The Wire (TV-serie)
- 2009 – Leaves of Grass
- 2010–2011 – Treme (TV-serie)
- 2014 – Misfortune
- 2015 – The World Made Straight

## Priser och utmärkelser
- "Spirit of Americana" Free Speech Award,  2004[1]
- Grammy Award
- Mojo Awards

[Redigera Wikidata]